# Liste türkischer Inseln
Dies ist eine Liste türkischer Inseln, geordnet nach Gewässer und Zugehörigkeit zu einer der 81 Provinzen der Türkei. Die Türkei liegt im Norden am Schwarzen Meer, im Nordwesten am Marmarameer, im Westen am Ägäischen Meer und im Südwesten bis Süden am Levantischen Meer. Letztere drei sind Teil des Mittelmeers. Darüber hinaus liegen auch einige Inseln in Binnengewässern wie dem Vansee.
Die größte Insel der Türkei ist mit einer Fläche von 287 km² und etwa 10.000 Einwohnern Gökçeada im Ägäischen Meer.

## Inseln im Schwarzen Meer

### Giresun (Provinz)

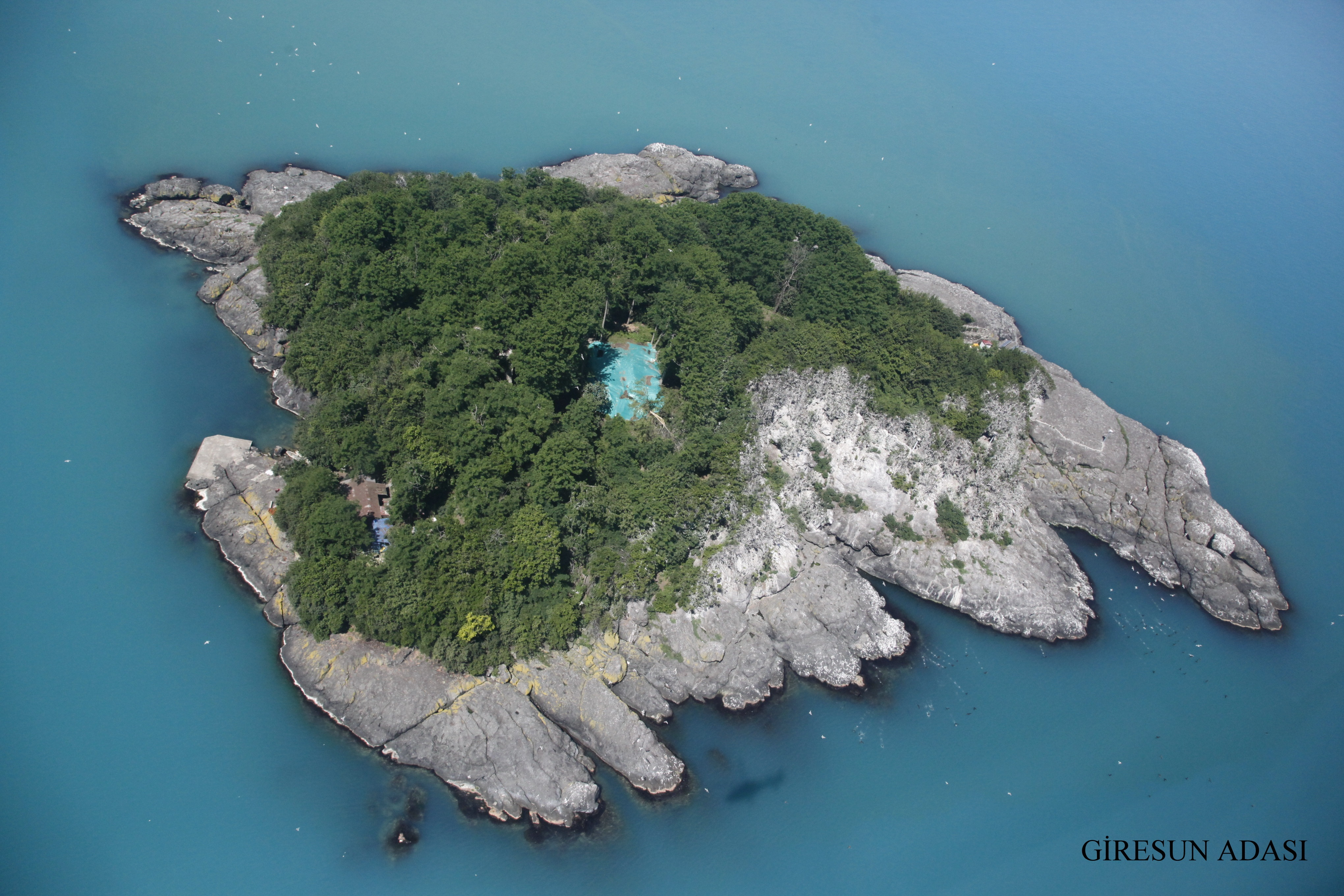
Giresun Adası

| Insel         | Koordinaten          | Anmerkungen |
| ------------- | -------------------- | ----------- |
| Giresun Adası | 40° 56′ N, 38° 26′ O | bewohnt     |

### Istanbul (Provinz)

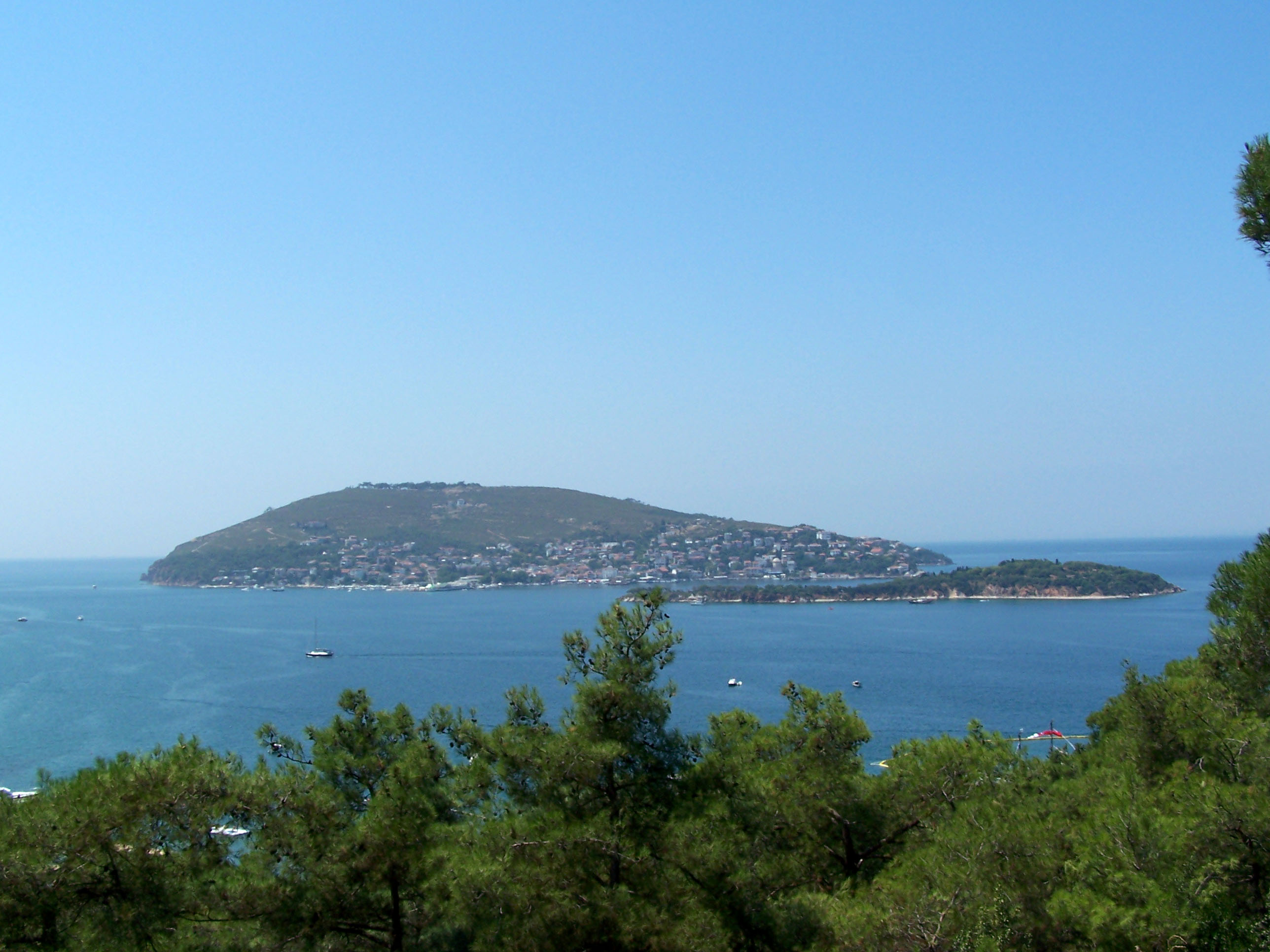
Burgazada

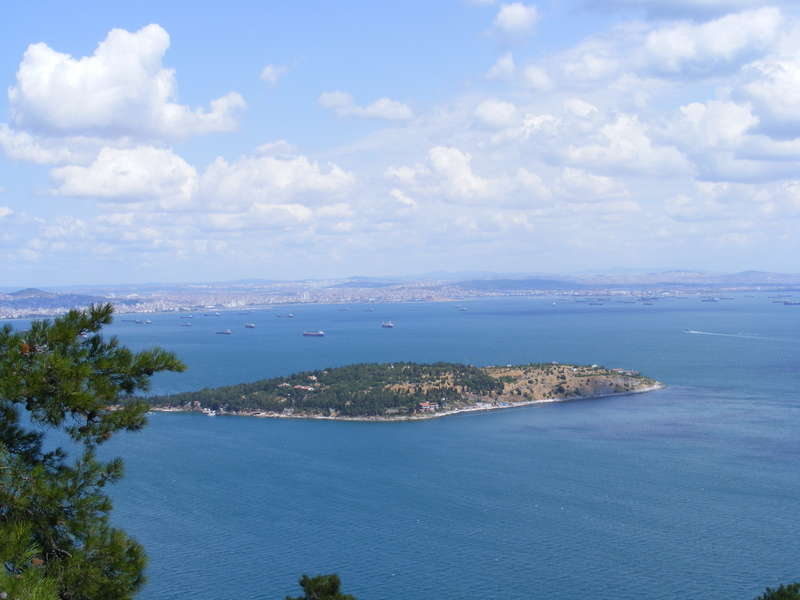
Sedef Adası

| Insel | Koordinaten          |
| ----- | -------------------- |
| Eşek  | 41° 14′ N, 29° 14′ O |

### Kocaeli (Provinz)

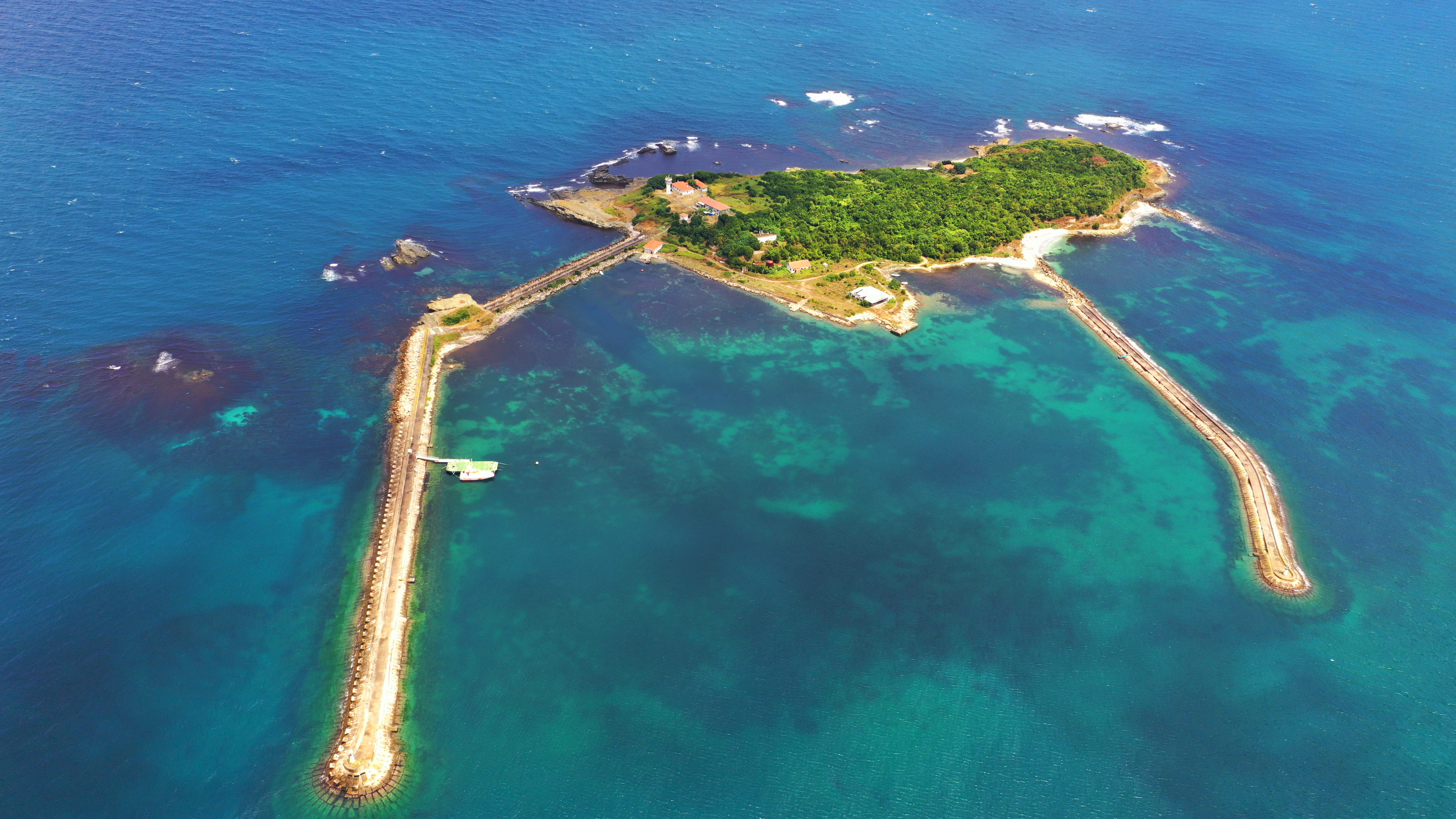
Kefken Adası

| Insel        | Koordinaten          |
| ------------ | -------------------- |
| Incir        | 40° 48′ N, 29° 16′ O |
| Kefken Adası | 41° 13′ N, 30° 16′ O |

## Inseln im Marmarameer

### Istanbul (Provinz)
| Insel        | Koordinaten          | Anmerkungen |
| ------------ | -------------------- | ----------- |
| Burgazada    | 40° 53′ N, 29° 4′ O  |             |
| Büyükada     | 40° 51′ N, 29° 7′ O  |             |
| Heybeliada   | 40° 53′ N, 29° 6′ O  |             |
| Kaşıkadası   | 40° 53′ N, 29° 5′ O  | unbewohnt   |
| Kınalıada    | 40° 55′ N, 29° 3′ O  |             |
| Sedef Adası  | 40° 51′ N, 29° 9′ O  |             |
| Sivriada     | 40° 52′ N, 28° 58′ O | unbewohnt   |
| Tavşan Adası | 40° 49′ N, 29° 7′ O  | unbewohnt   |
| Yassıada     | 40° 52′ N, 29° 0′ O  | unbewohnt   |

### Bursa (Provinz)
| Insel  | Koordinaten          | Anmerkungen    |
| ------ | -------------------- | -------------- |
| İmralı | 40° 32′ N, 28° 32′ O | Gefängnisinsel |

### Balıkesir (Provinz)

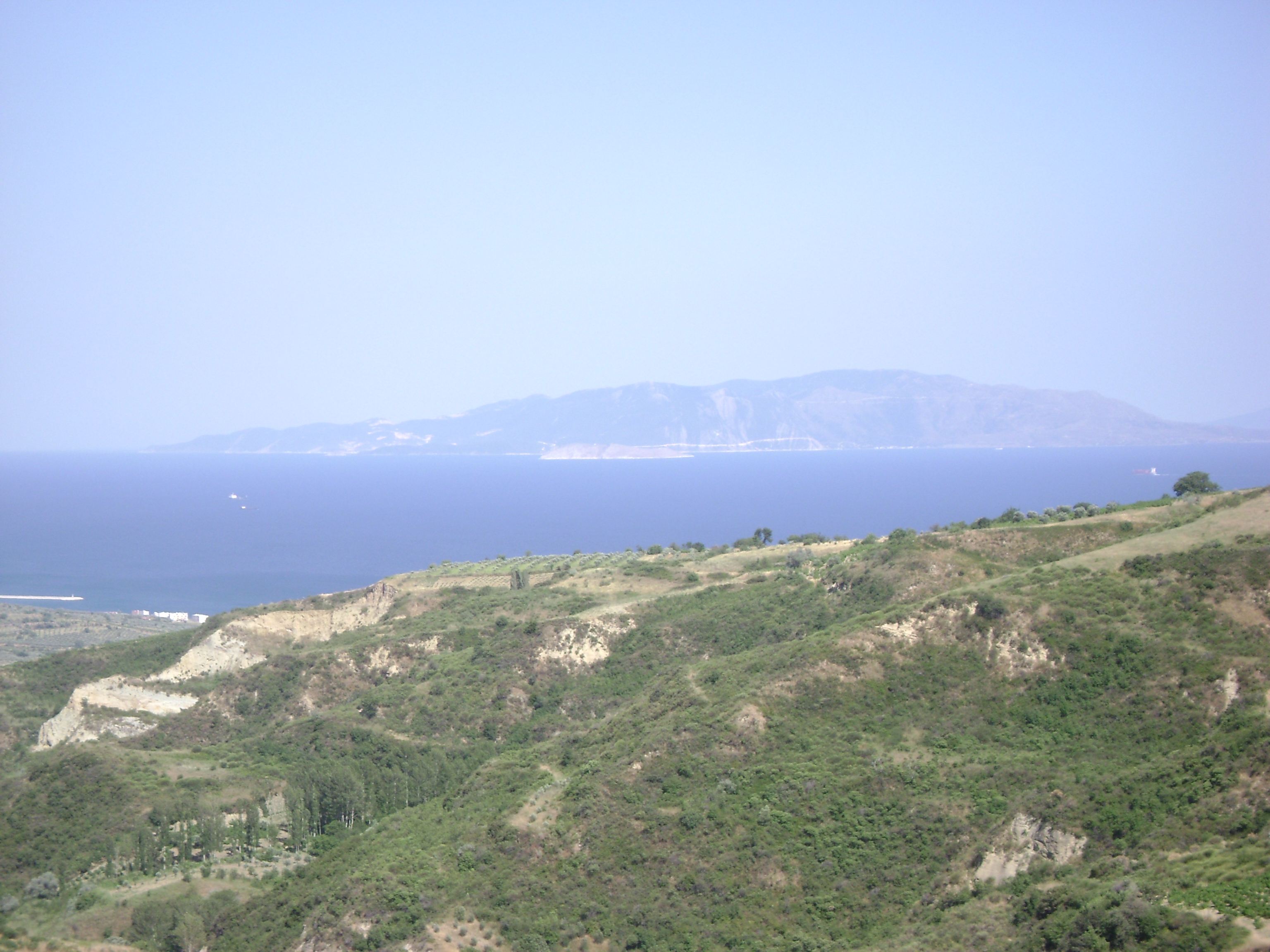
Marmara-Insel

| Insel                      | Koordinaten          |
| -------------------------- | -------------------- |
| Avşa, auch Türkeli genannt | 40° 31′ N, 27° 30′ O |
| Ekinlik                    | 40° 33′ N, 27° 29′ O |
| Fener                      | 40° 27′ N, 28° 4′ O  |
| Haliada                    | 40° 27′ N, 28° 5′ O  |
| Hayırsız                   | 40° 39′ N, 27° 29′ O |
| Koyun                      | 40° 30′ N, 27° 35′ O |
| Mamalı                     | 40° 32′ N, 27° 35′ O |
| Marmara-Insel              | 40° 37′ N, 27° 37′ O |
| Paşalimanı                 | 40° 29′ N, 27° 37′ O |
| Tavşan                     | 40° 28′ N, 28° 6′ O  |
| Yer                        | 40° 28′ N, 27° 34′ O |

## Inseln im Ägäischen Meer

### Aydın (Provinz)

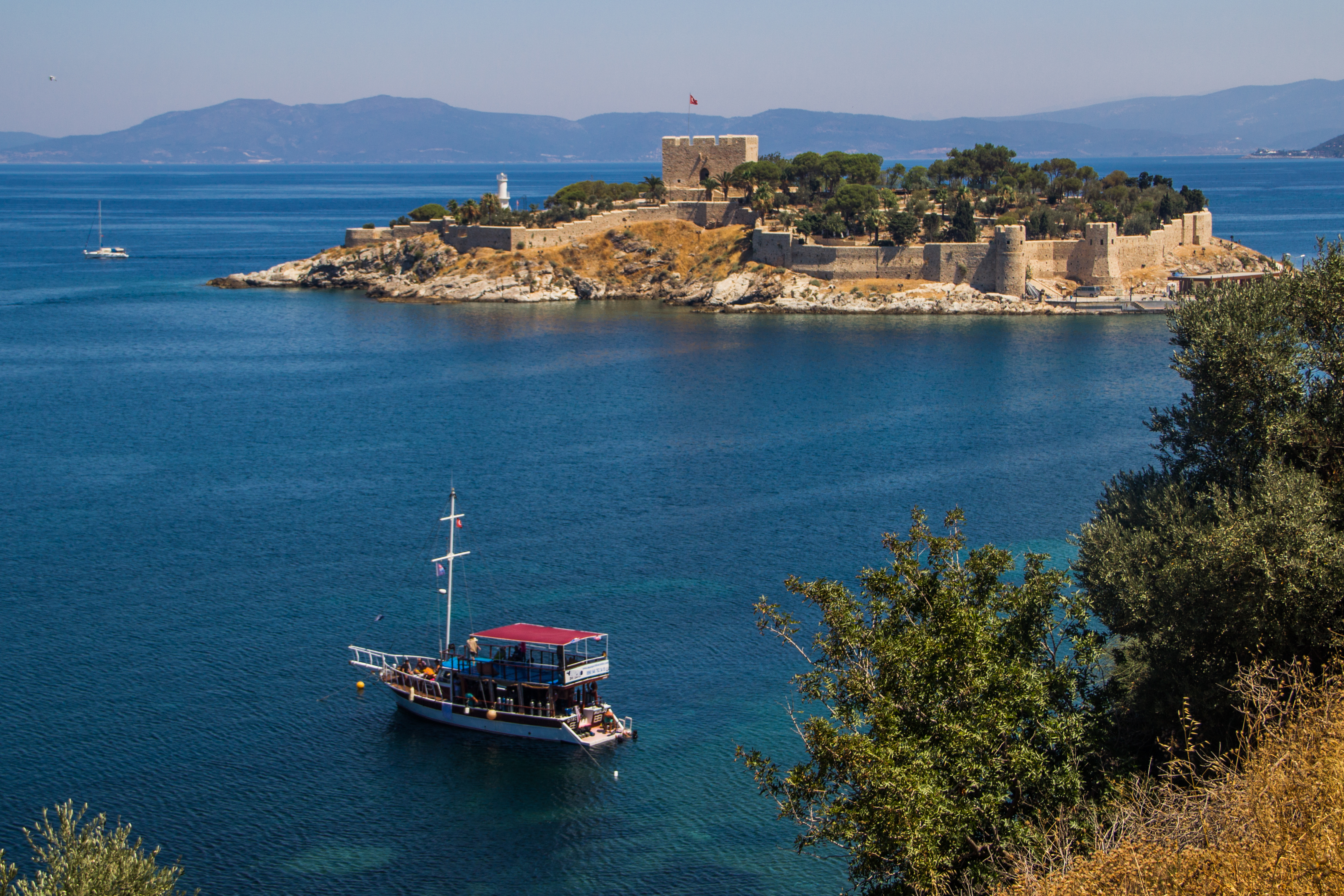
Güvercinada

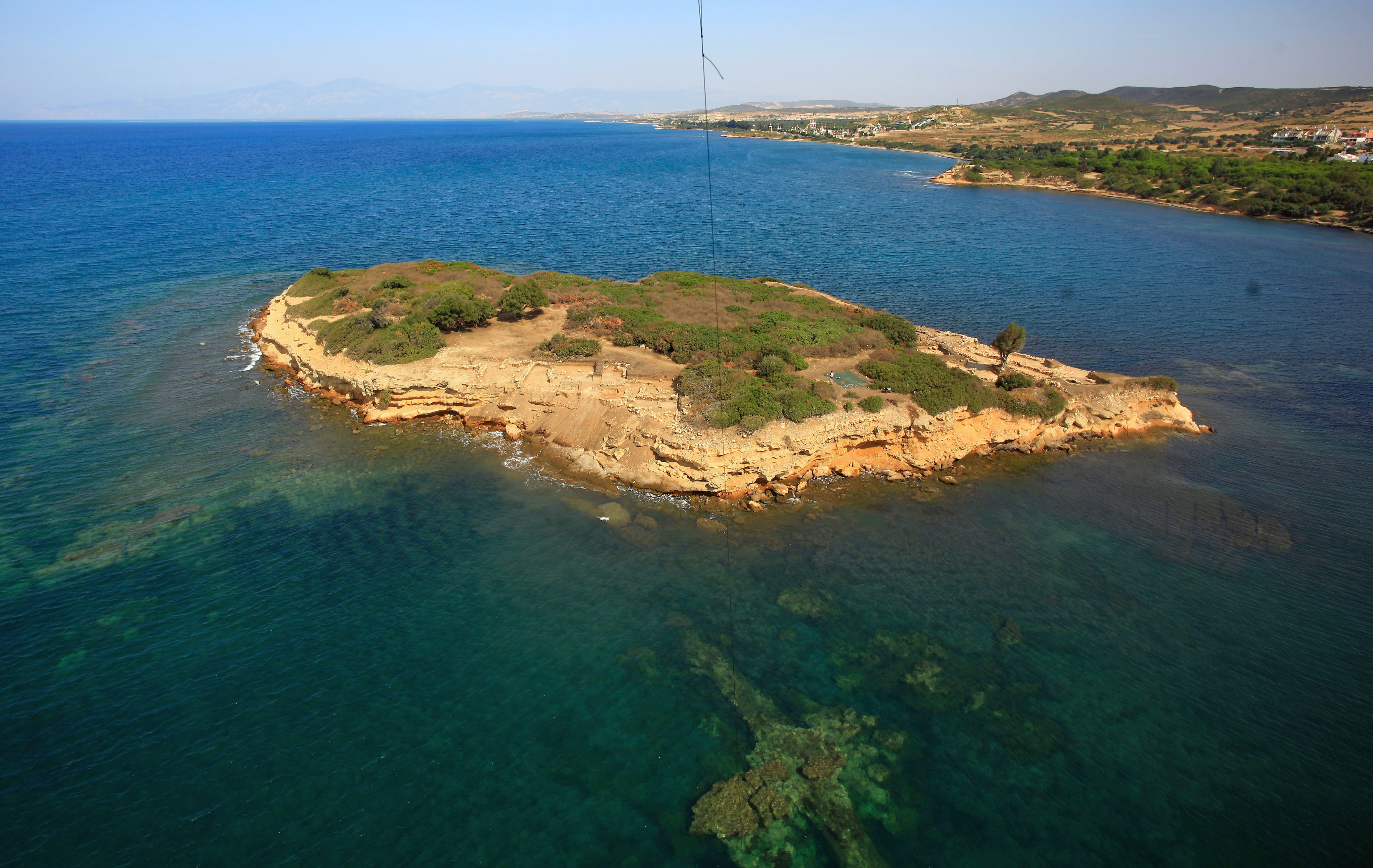
Tavşan Adası

| Insel         | Koordinaten          |
| ------------- | -------------------- |
| Çil Adası     | 37° 39′ N, 27° 0′ O  |
| Dalaman Adası | 37° 28′ N, 27° 12′ O |
| Gökada        | 37° 21′ N, 27° 20′ O |
| Güvercinada   | 37° 52′ N, 27° 15′ O |
| Panayır Adası | 37° 20′ N, 27° 20′ O |
| Sandal Adası  | 37° 39′ N, 27° 1′ O  |
| Su Adası      | 37° 39′ N, 27° 1′ O  |
| Tavşan Adası  | 37° 25′ N, 27° 13′ O |
| Yeşilada      | 37° 25′ N, 27° 13′ O |

### Balıkesir (Provinz)
| Insel       | Koordinaten          |
| ----------- | -------------------- |
| Alibey      | 39° 21′ N, 26° 38′ O |
| Maden       | 39° 23′ N, 26° 35′ O |
| Çıplak      | 39° 17′ N, 26° 36′ O |
| Pınar       | 39° 20′ N, 26° 36′ O |
| Yellice     | 39° 21′ N, 26° 36′ O |
| Güneş       | 39° 20′ N, 26° 32′ O |
| Akoğlu      | 39° 21′ N, 26° 43′ O |
| Balık       | 39° 23′ N, 26° 42′ O |
| Çiçek       | 39° 23′ N, 26° 46′ O |
| Dolap       | 39° 21′ N, 26° 42′ O |
| Haşır       | 39° 21′ N, 26° 40′ O |
| Kara        | 39° 20′ N, 26° 35′ O |
| Kız         | 39° 24′ N, 26° 43′ O |
| Küçükmaden  | 39° 23′ N, 26° 34′ O |
| Oker Adacık | 39° 21′ N, 26° 42′ O |
| Taş         | 39° 22′ N, 26° 43′ O |
| Taslı       | 39° 21′ N, 26° 36′ O |
| Yelken      | 39° 21′ N, 26° 35′ O |
| Yelnız      | 39° 21′ N, 26° 36′ O |
| Yumurta     | 39° 23′ N, 26° 44′ O |
| Yuvarlak    | 39° 20′ N, 26° 34′ O |

### Çanakkale (Provinz)

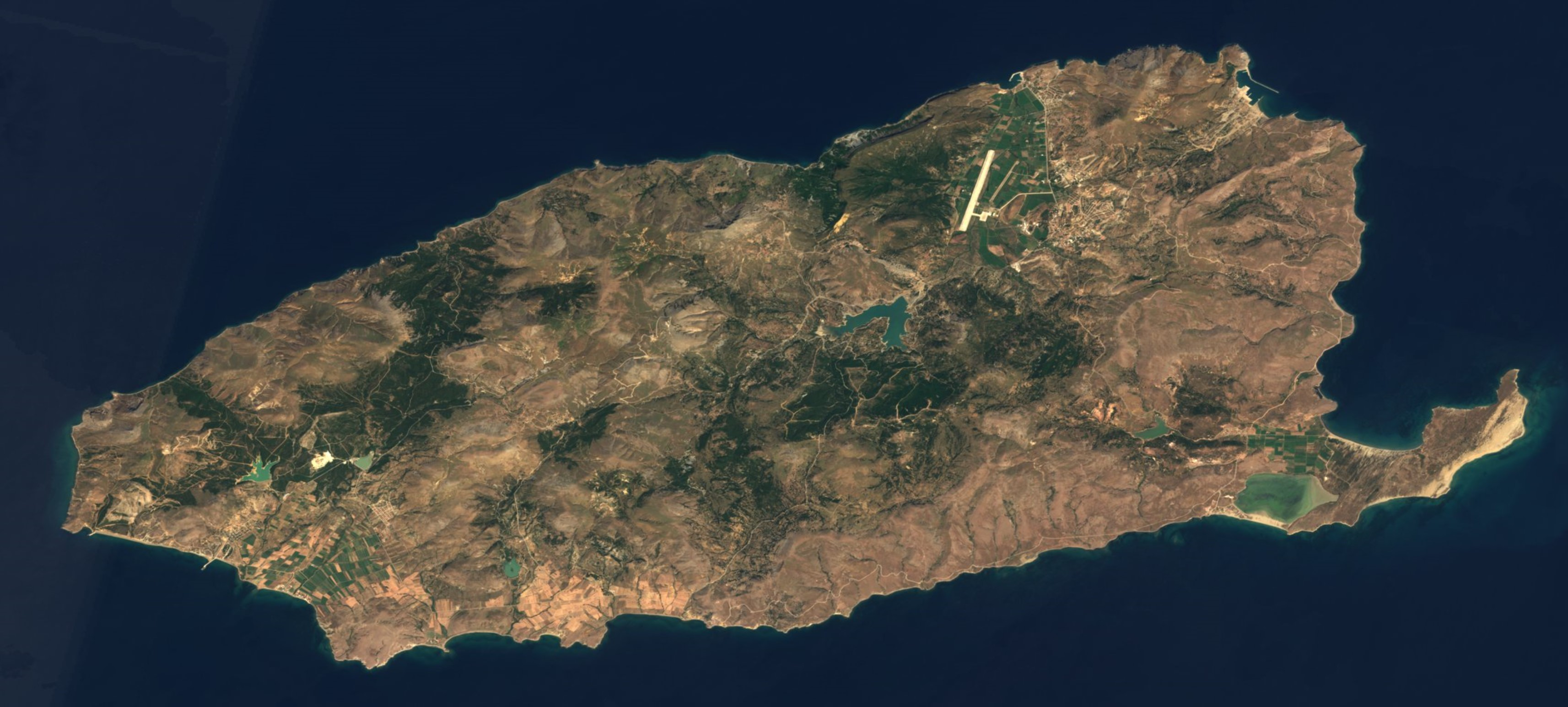
Gökçeada, die mit 287 km² größte Insel der Türkei

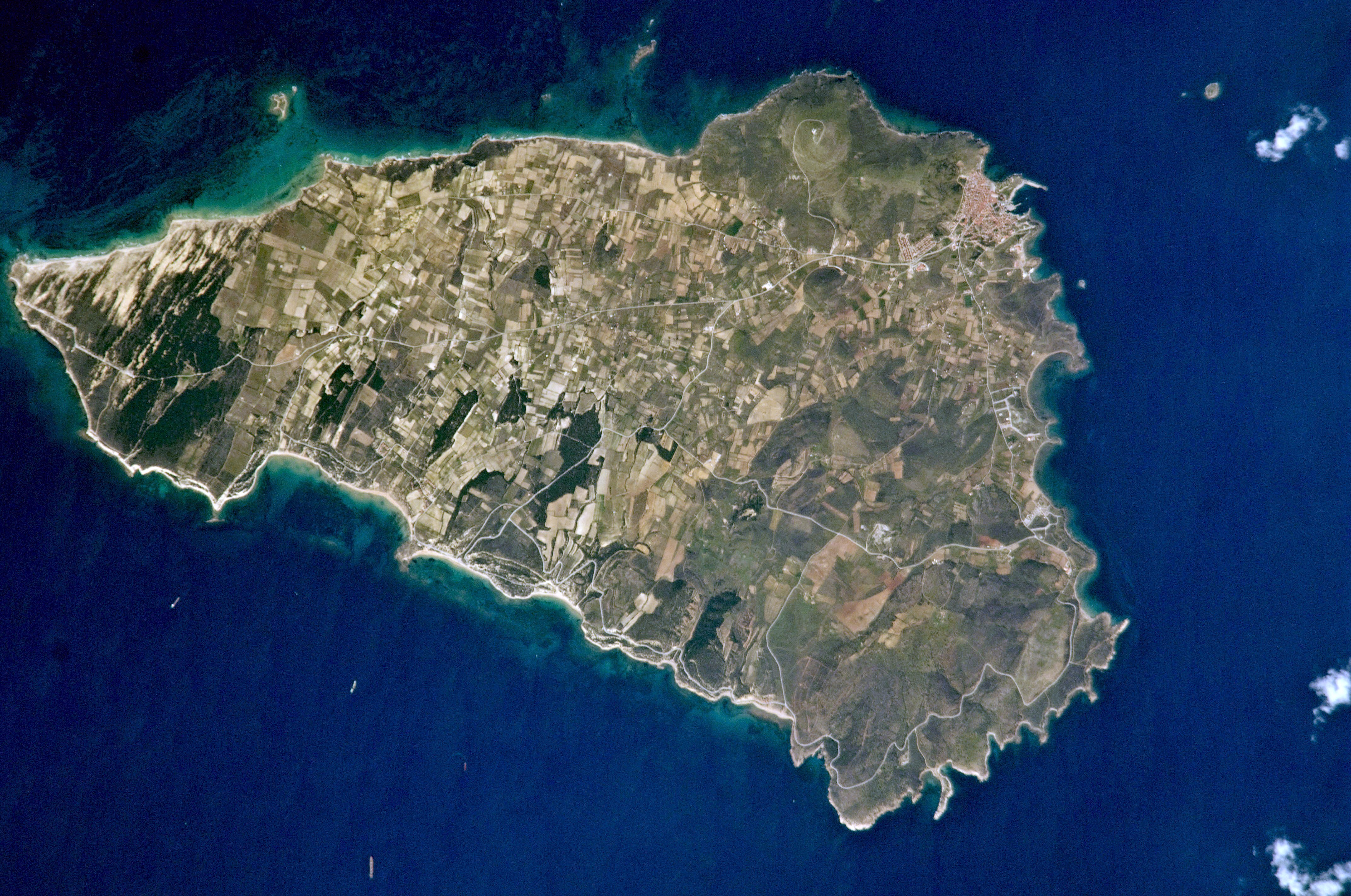
Bozcaada

| Insel        | Koordinaten          |
| ------------ | -------------------- |
| Gökçeada     | 40° 10′ N, 25° 50′ O |
| Bozcaada     | 39° 50′ N, 26° 4′ O  |
| Tavşan Adası | 39° 56′ N, 26° 4′ O  |
| Yılan        | 39° 55′ N, 26° 5′ O  |
| Orak         | 39° 55′ N, 26° 5′ O  |
| Pırasa       | 39° 56′ N, 26° 3′ O  |

### İzmir (Provinz)

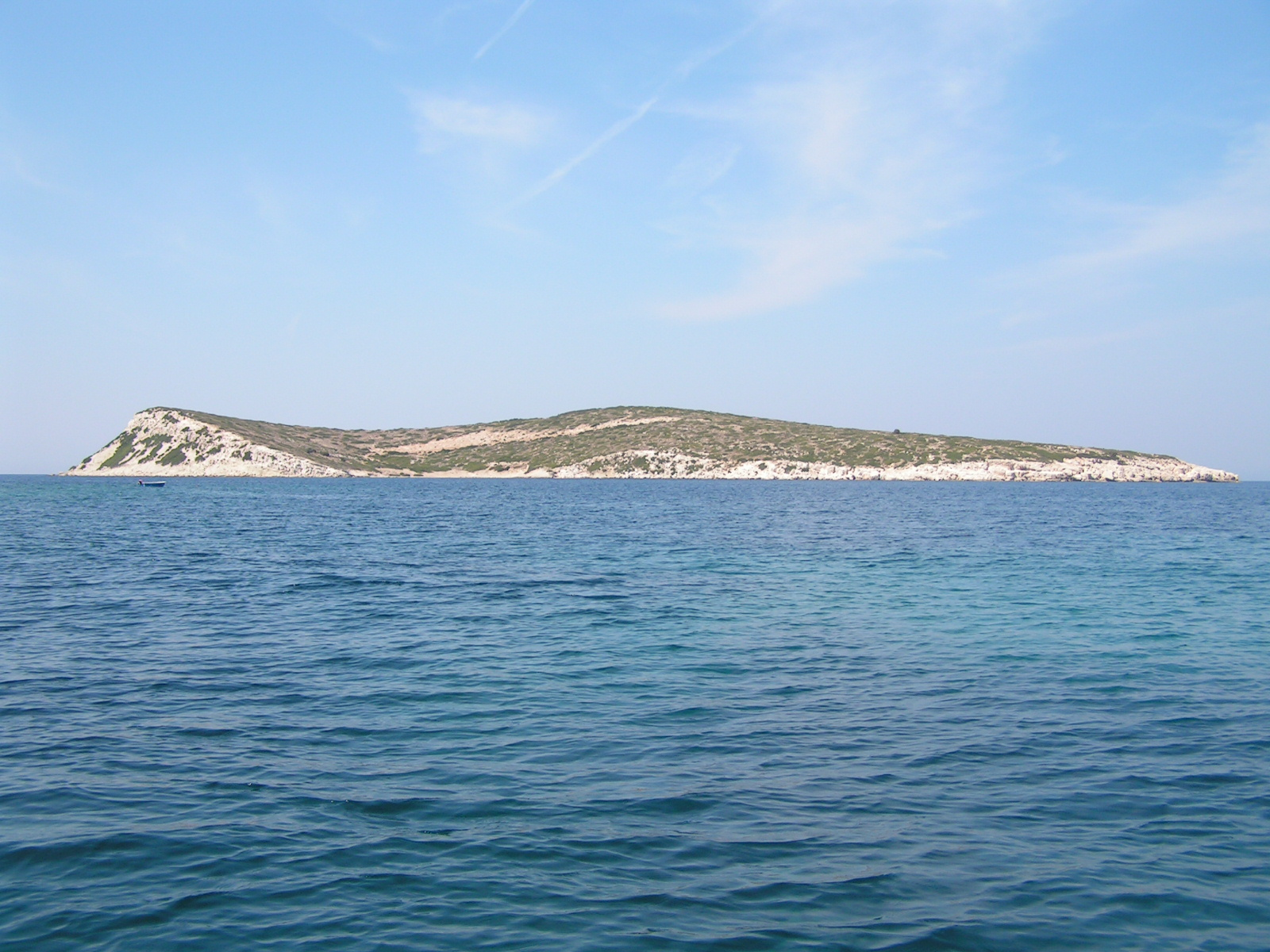
Büyükada

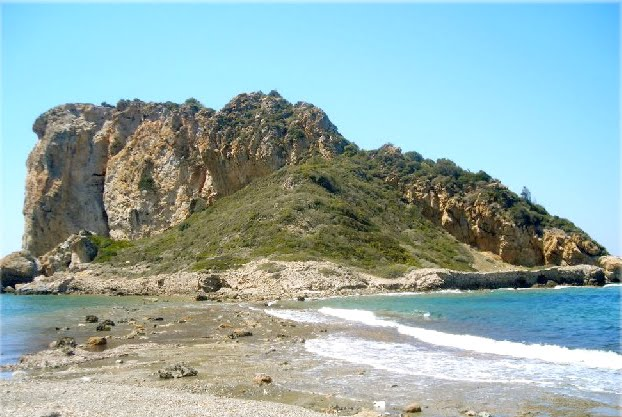
Çıfıtkalesi

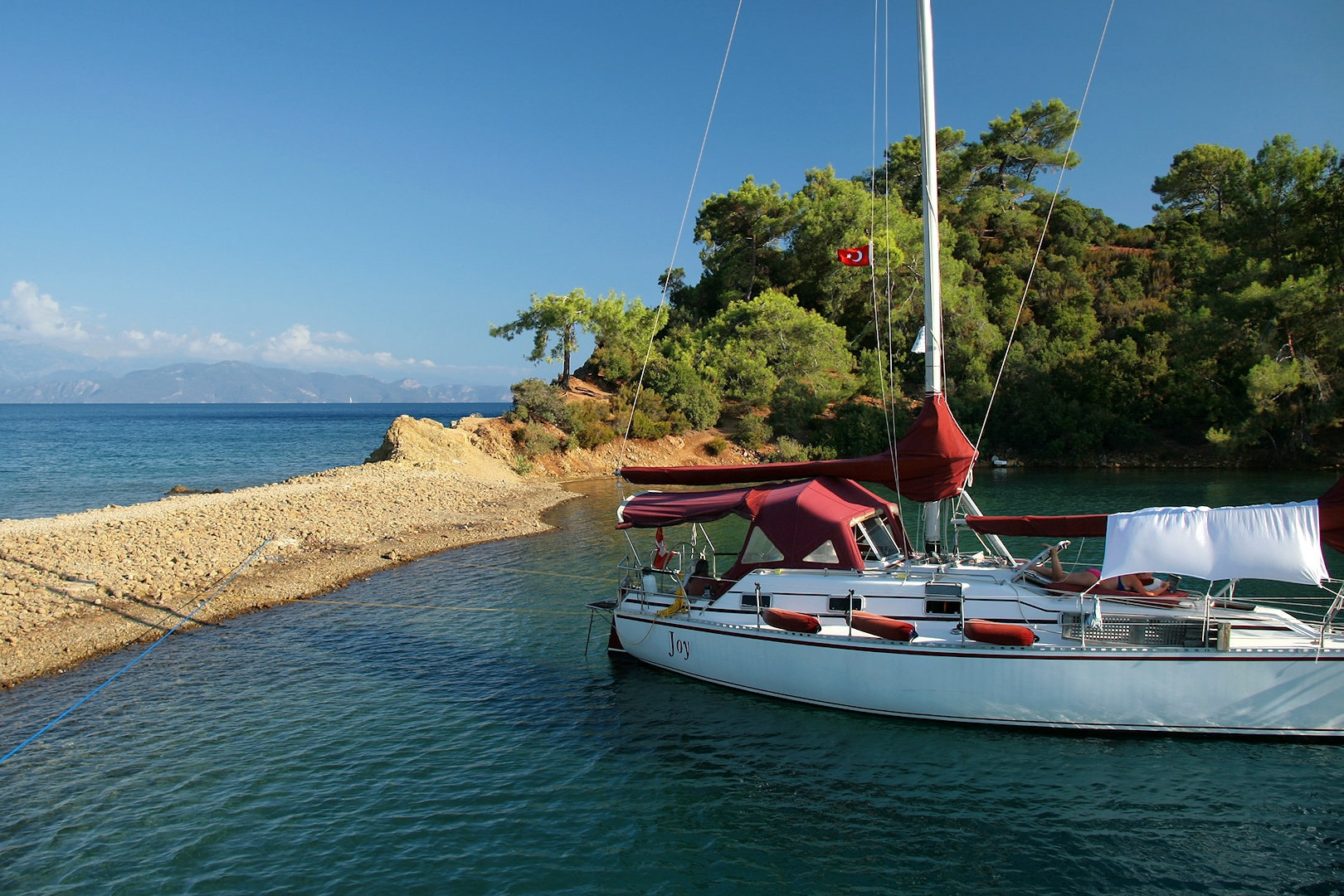
Yassıca

| Insel                   | Koordinaten                   |
| ----------------------- | ----------------------------- |
| Adacık                  | 38° 24′ N, 26° 45′ O          |
| Akça                    | 38° 24′ N, 26° 47′ O          |
| Akkuş                   | 38° 55′ N, 27° 1′ O           |
| Bahadır                 | 38° 8′ N, 26° 50′ O           |
| Boğaz                   | 38° 18′ N, 26° 13′ O          |
| Böğürtlen               | 38° 12′ N, 26° 27′ O          |
| Bölme                   | 38° 2′ N, 26° 52′ O           |
| Boş                     | 38° 24′ N, 26° 29′ O          |
| Büyükada (Büyük Ada)    | 38° 40′ N, 26° 31′ O          |
| Çarufa                  | 38° 12′ N, 26° 26′ O          |
| Çiçek                   | 38° 10′ N, 26° 48′ O          |
| Çıfıtkalesi             | 38° 3′ N, 26° 51′ O           |
| Çırakan                 | 38° 11′ N, 26° 26′ O          |
| Doğanbey Adası          | 38° 1′ N, 26° 53′ O           |
| Eşek Adası              | 38° 12′ N, 26° 46′ O          |
| Çifteada                | Koordinaten fehlen! Hilf mit. |
| Fener                   | Koordinaten fehlen! Hilf mit. |
| Garip                   | 39° 0′ N, 26° 47′ O           |
| Güvercin                | 38° 56′ N, 26° 48′ O          |
| Hekim                   | 38° 27′ N, 26° 46′ O          |
| İkizkardeşler           | 38° 56′ N, 26° 48′ O          |
| İncir                   | 38° 40′ N, 26° 44′ O          |
| İncirli                 | 38° 24′ N, 26° 46′ O          |
| Kalem                   | 39° 0′ N, 26° 48′ O           |
| Kara                    | Koordinaten fehlen! Hilf mit. |
| Karaada                 | 38° 26′ N, 26° 21′ O          |
| Karabağ Adası           | 38° 24′ N, 26° 28′ O          |
| Kiskulesi bzw. Mardaliç | 38° 55′ N, 26° 49′ O          |
| Küçük                   | Koordinaten fehlen! Hilf mit. |
| Mustafaçelebi Adası     | 38° 22′ N, 26° 27′ O          |
| Orak                    | 38° 42′ N, 26° 43′ O          |
| Pırasa                  | 38° 52′ N, 26° 54′ O          |
| Pırnalı                 | 38° 24′ N, 26° 47′ O          |
| Tavşan Adası            | 38° 51′ N, 26° 53′ O          |
| Toprak                  | Koordinaten fehlen! Hilf mit. |
| Uzun                    | 38° 25′ N, 26° 19′ O          |
| Yassıca                 | 38° 25′ N, 26° 48′ O          |
| Yılan Adası             | 38° 20′ N, 26° 41′ O          |

### Muğla (Provinz)

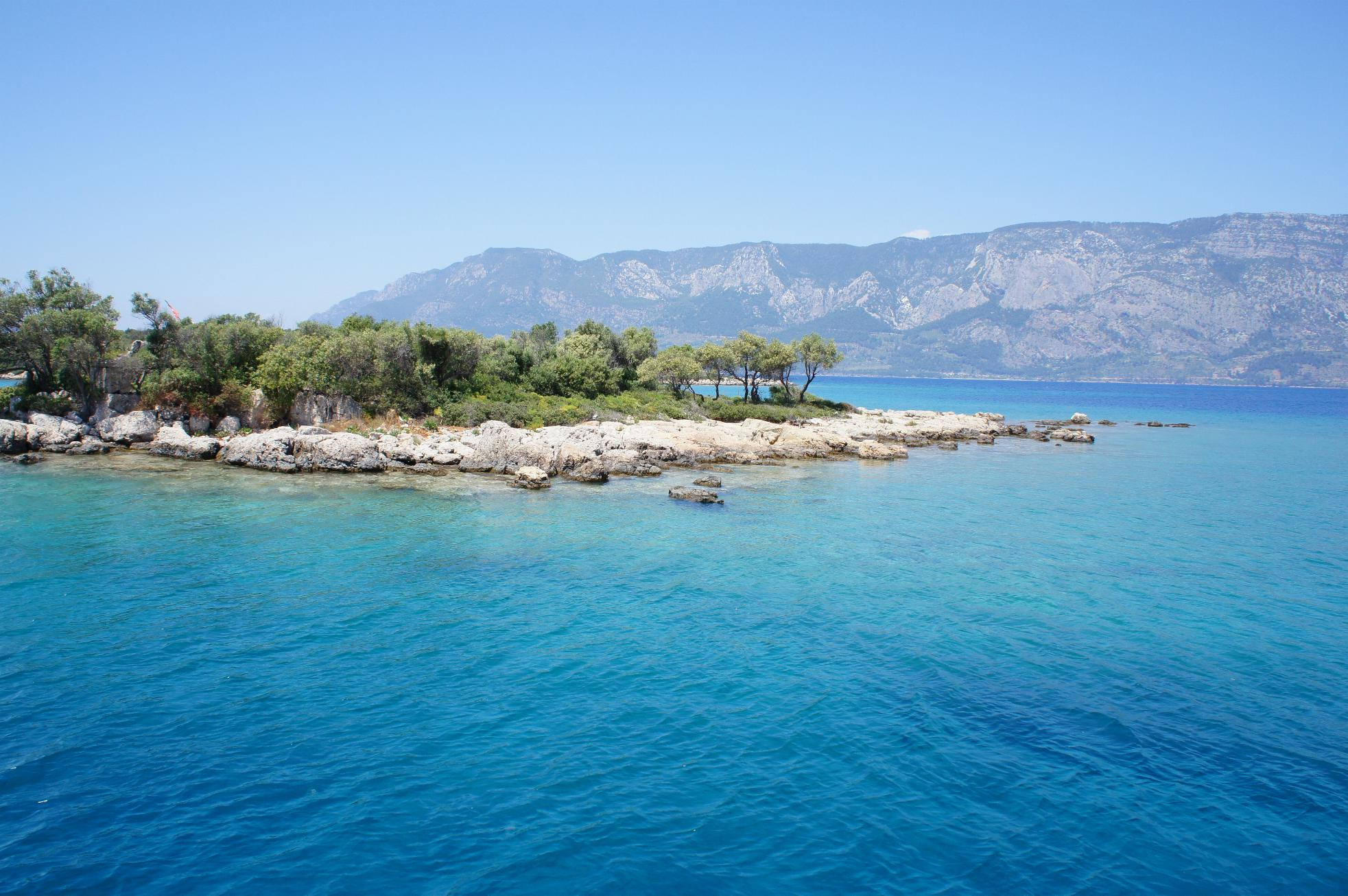
Sedir

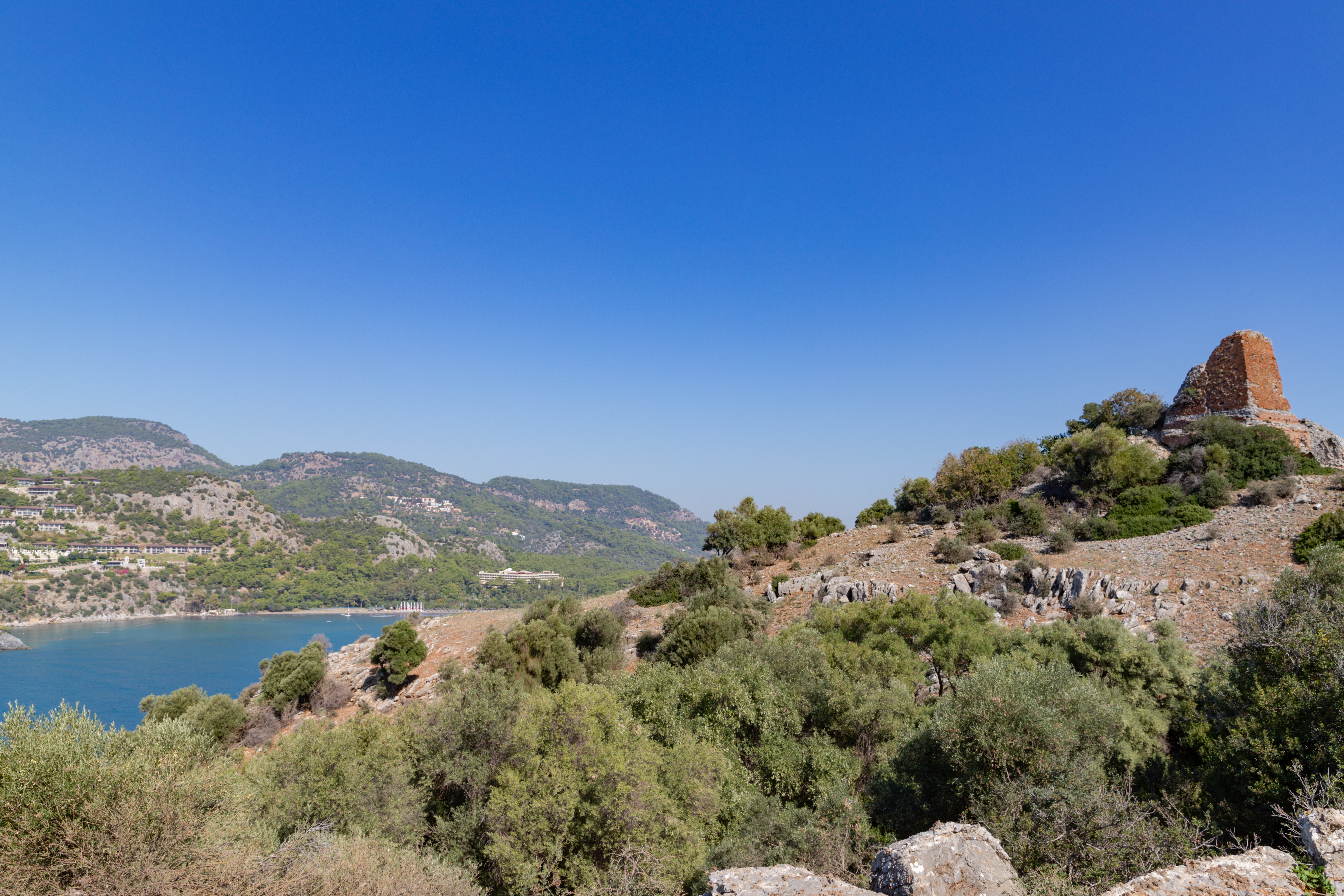
Alter Leuchtturm auf der Insel Baba

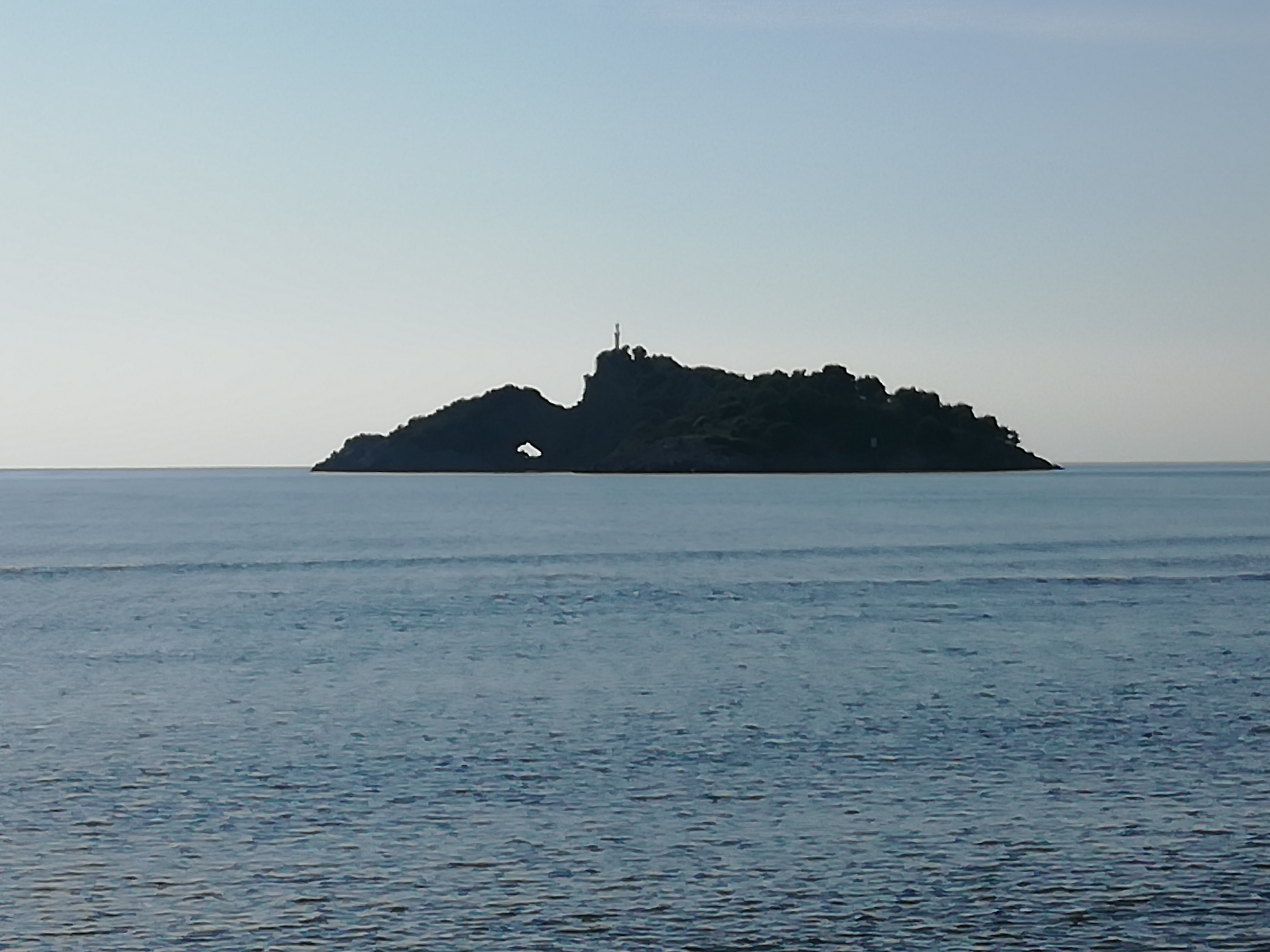
Delikada vom İztuzu-Strand in Ortaca aus gesehen

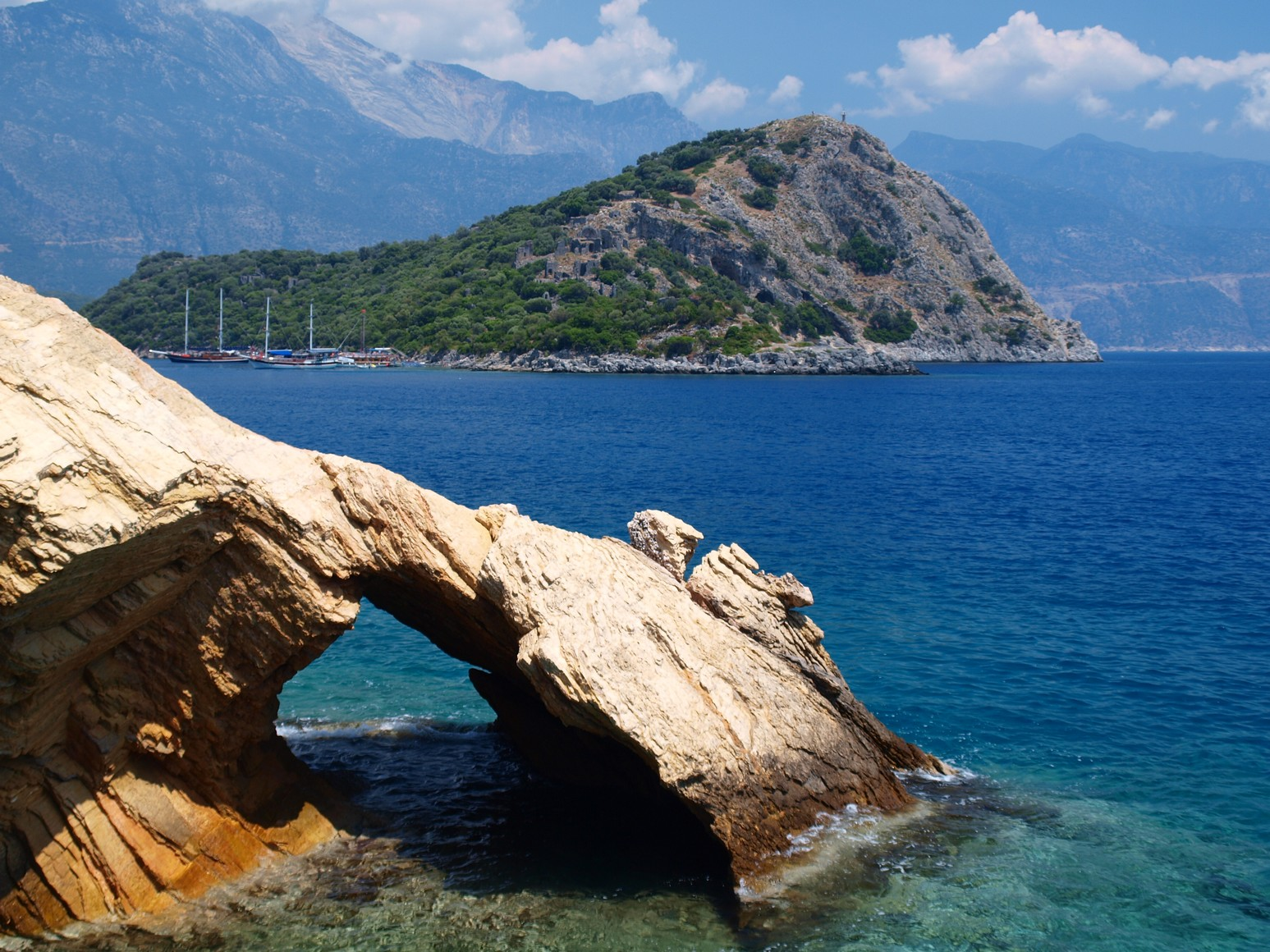
Gemiler Adası

| Insel              | Koordinaten                   |
| ------------------ | ----------------------------- |
| Akçalı Adası       | 36° 46′ N, 27° 28′ O          |
| Büyük              | 37° 8′ N, 27° 23′ O           |
| Büyükkiremit Adası | 37° 5′ N, 27° 13′ O           |
| Çatal Adası        | 37° 1′ N, 27° 13′ O           |
| Çavuş Adası        | 37° 3′ N, 27° 12′ O           |
| Çelebi             | 37° 0′ N, 27° 22′ O           |
| Çobanada           | 36° 59′ N, 27° 13′ O          |
| Değirmen Adası     | 36° 38′ N, 28° 3′ O           |
| Dişlice Adası      | 36° 46′ N, 28° 2′ O           |
| Fener              | 37° 0′ N, 27° 21′ O           |
| Gelibolu           | Koordinaten fehlen! Hilf mit. |
| İncirli            | Koordinaten fehlen! Hilf mit. |
| Kameriye           | 36° 44′ N, 28° 3′ O           |
| Kara               | Koordinaten fehlen! Hilf mit. |
| Kargı              | 36° 57′ N, 27° 18′ O          |
| Karaca Adası       | 36° 58′ N, 28° 12′ O          |
| Kiseli             | 36° 40′ N, 28° 2′ O           |
| Kızıl              | 36° 40′ N, 28° 2′ O           |
| Kızılağaç          | 36° 44′ N, 27° 25′ O          |
| Koca               | Koordinaten fehlen! Hilf mit. |
| Kuyruk             | Koordinaten fehlen! Hilf mit. |
| Küçükada           | 37° 15′ N, 27° 34′ O          |
| Küçükkiremit       | 37° 5′ N, 27° 14′ O           |
| Küçük Tavşan       | 37° 10′ N, 27° 22′ O          |
| Mersincik          | 36° 46′ N, 27° 28′ O          |
| Metelik            | Koordinaten fehlen! Hilf mit. |
| Orak               | Koordinaten fehlen! Hilf mit. |
| Palamutbükü Adası  | 36° 40′ N, 27° 31′ O          |
| Salih Ada          | 37° 9′ N, 27° 31′ O           |
| Sarıliman          | Koordinaten fehlen! Hilf mit. |
| Sariot             | Koordinaten fehlen! Hilf mit. |
| Sedir              | 37° 0′ N, 28° 12′ O           |
| Sideyri            | Koordinaten fehlen! Hilf mit. |
| Tavşan             | Koordinaten fehlen! Hilf mit. |
| Saplı              | 37° 25′ N, 27° 25′ O          |
| Söğüt              | Koordinaten fehlen! Hilf mit. |
| Suluca             | Koordinaten fehlen! Hilf mit. |
| Taşlıca            | Koordinaten fehlen! Hilf mit. |
| Tavşanbükü         | 36° 40′ N, 28° 1′ O           |
| Topan              | Koordinaten fehlen! Hilf mit. |
| Toprak Adası       | 37° 17′ N, 27° 22′ O          |
| Uzun               | Koordinaten fehlen! Hilf mit. |
| Yassı              | Koordinaten fehlen! Hilf mit. |
| Yassıada           | 37° 0′ N, 27° 12′ O           |
| Yeşil              | Koordinaten fehlen! Hilf mit. |
| Yılan              | 37° 12′ N, 27° 33′ O          |
| Zeytın             | 36° 42′ N, 28° 56′ O          |
| Zeytinli           | 36° 56′ N, 28° 9′ O           |
| Ziraat             | 37° 15′ N, 27° 33′ O          |

## Inseln im Levantischen Meer

### Muğla (Provinz)
| Insel                     | Koordinaten                   |
| ------------------------- | ----------------------------- |
| Baba                      | 36° 42′ N, 28° 42′ O          |
| Balaban                   | 36° 33′ N, 29° 2′ O           |
| Bedir                     | 36° 49′ N, 28° 17′ O          |
| Çiftlik                   | 36° 43′ N, 28° 15′ O          |
| Delikada                  | 36° 48′ N, 28° 36′ O          |
| Domuz                     | 36° 40′ N, 28° 54′ O          |
| Fethiye                   | 36° 39′ N, 29° 6′ O           |
| Gemiler Adası             | 36° 33′ N, 29° 4′ O           |
| Göcek (Yassıcainseln)     | 36° 44′ N, 28° 56′ O          |
| Hacıhalil (Yassıcainseln) | 36° 42′ N, 28° 56′ O          |
| Karacaören                | 36° 32′ N, 29° 4′ O           |
| Karga                     | 36° 48′ N, 28° 15′ O          |
| Kargataşı                 | 36° 46′ N, 28° 16′ O          |
| Katrancık                 | 36° 42′ N, 29° 1′ O           |
| Keçi                      | 36° 48′ N, 28° 15′ O          |
| Kızıl                     | 36° 40′ N, 29° 3′ O           |
| Tavşan                    | 36° 40′ N, 29° 2′ O           |
| Tersane                   | 36° 40′ N, 28° 55′ O          |
| Yılancık                  | 36° 46′ N, 28° 26′ O          |
| Yıldız                    | Koordinaten fehlen! Hilf mit. |

### Antalya (Provinz)

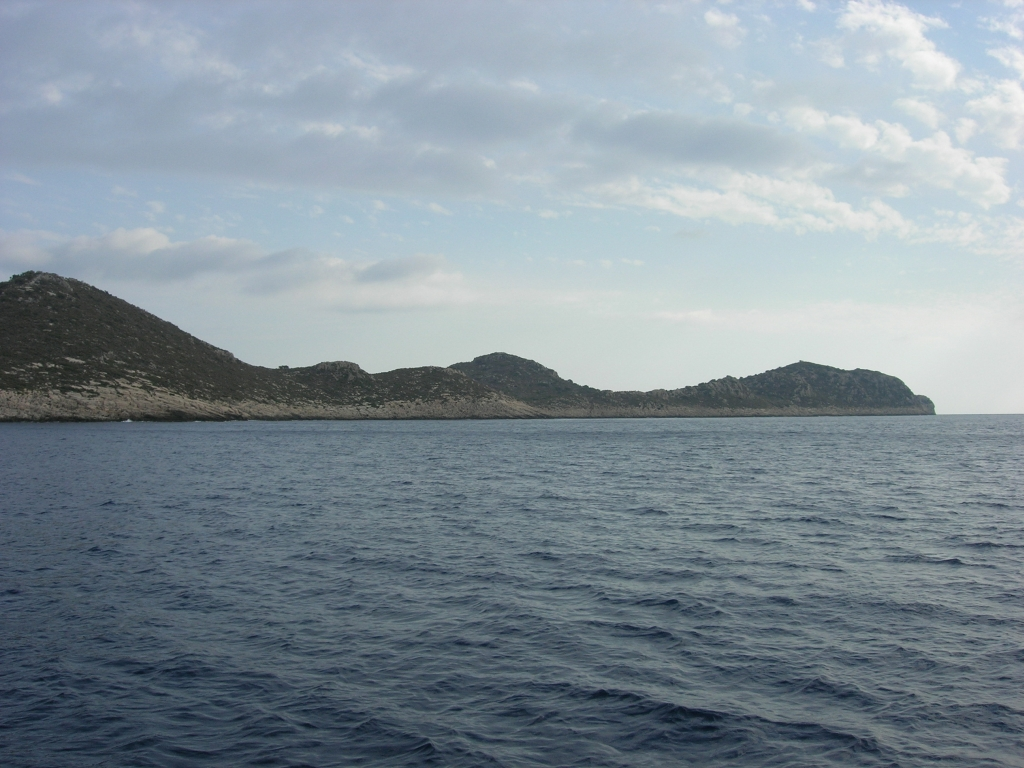
İç Ada

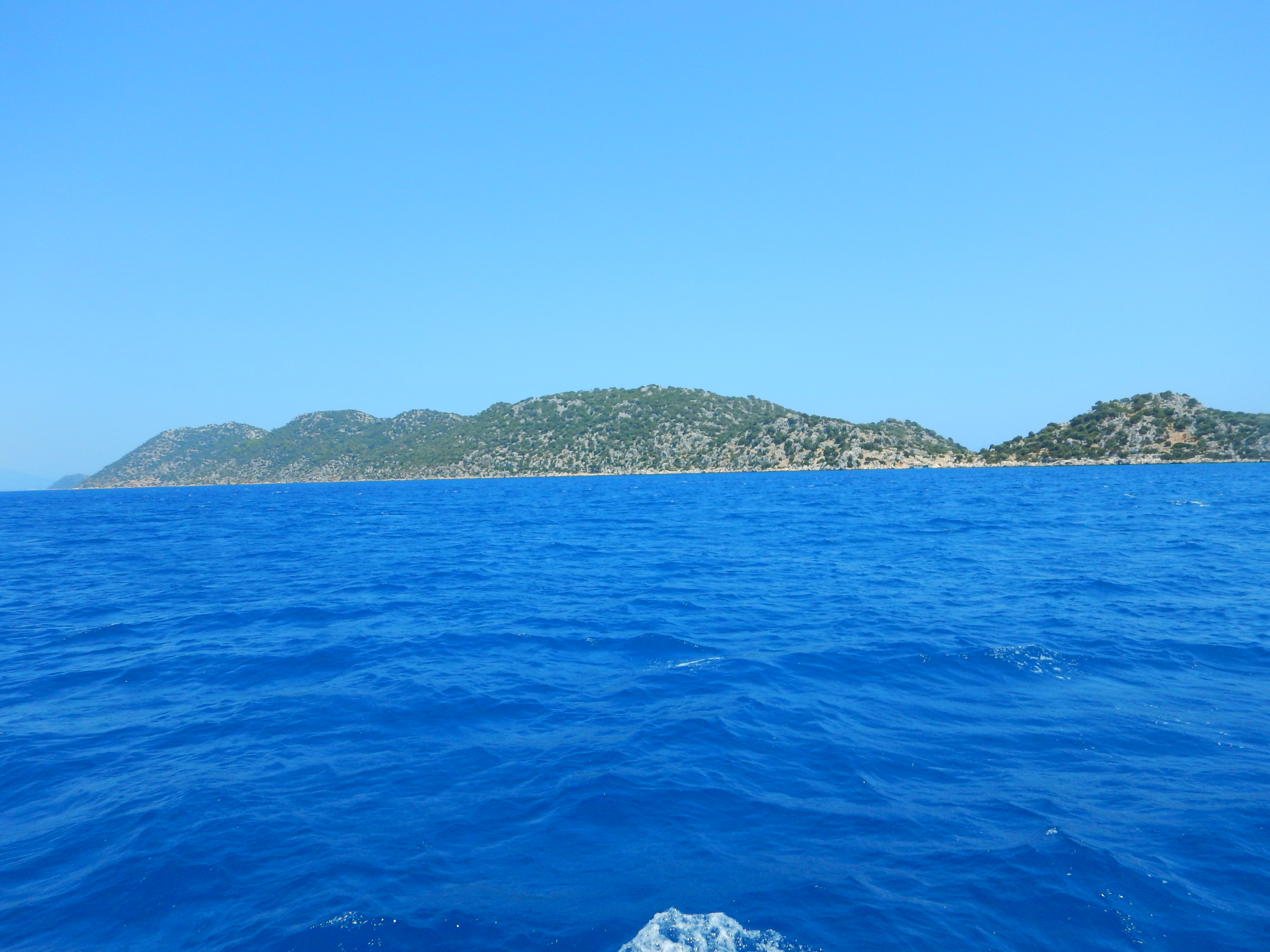
Kekova

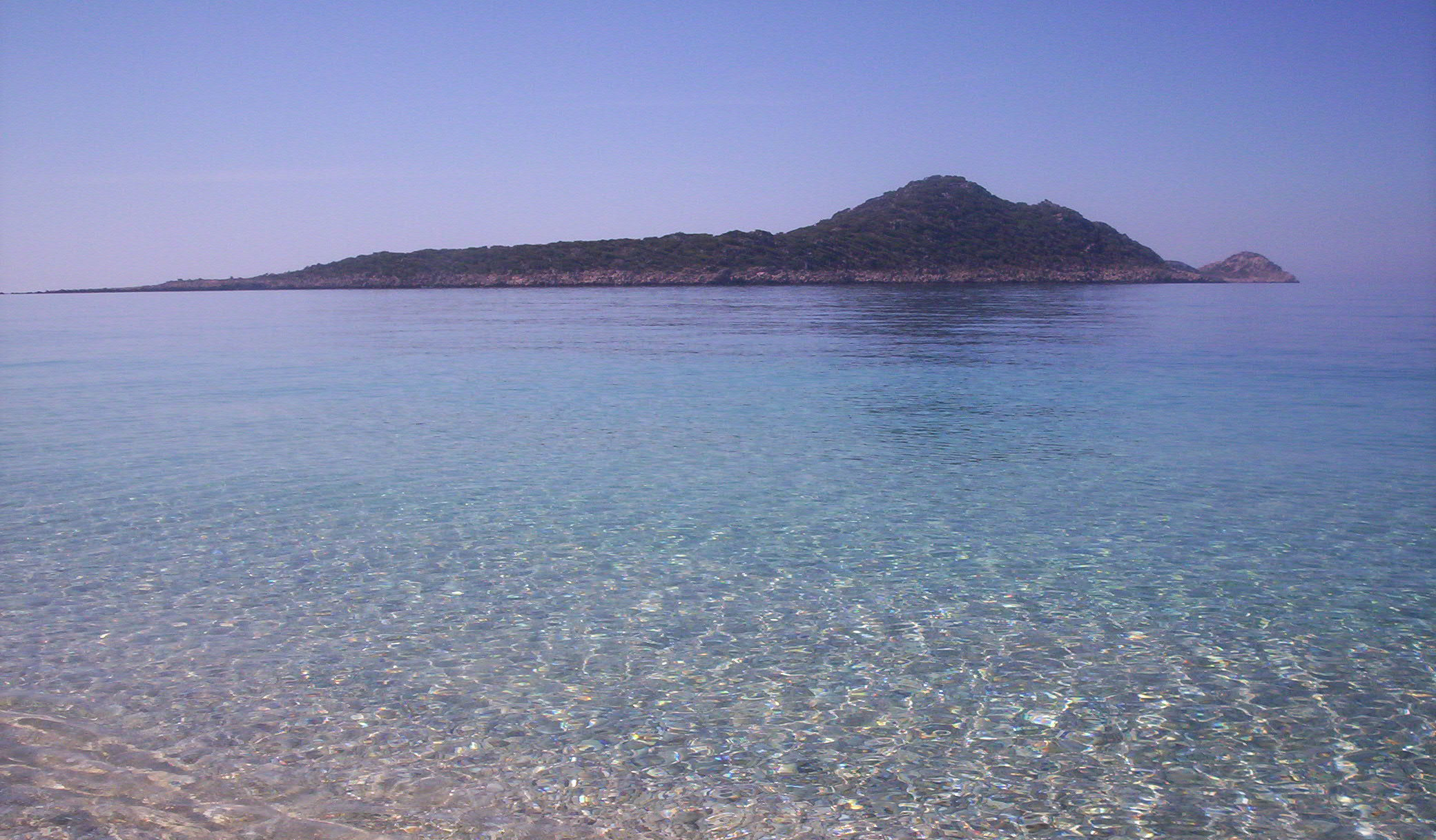
Sarıbelen

| Insel                  | Koordinaten          |
| ---------------------- | -------------------- |
| Aşırlı                 | 36° 13′ N, 29° 54′ O |
| Bayrak                 | 36° 10′ N, 29° 37′ O |
| Devecitaşı             | 36° 11′ N, 30° 24′ O |
| Gürmenli               | 36° 11′ N, 29° 33′ O |
| Güvercinli             | 36° 9′ N, 29° 39′ O  |
| Heybeli Ada            | 36° 12′ N, 29° 26′ O |
| Heybeli Adası          | 36° 10′ N, 29° 38′ O |
| İç Ada                 | 36° 7′ N, 29° 45′ O  |
| Karakol-Inseln         | 36° 10′ N, 29° 50′ O |
| Kara (Karakol-Inseln)  | 36° 10′ N, 29° 50′ O |
| Kekova                 | 36° 11′ N, 29° 53′ O |
| Kişneli                | 36° 12′ N, 29° 54′ O |
| Kovan                  | 36° 9′ N, 29° 37′ O  |
| Kovanlı                | 36° 9′ N, 29° 38′ O  |
| Sarı Ada               | 36° 8′ N, 29° 40′ O  |
| Sarıbelen              | 36° 13′ N, 29° 27′ O |
| Sezgin                 | 36° 11′ N, 29° 54′ O |
| Sıçan                  | 36° 13′ N, 29° 22′ O |
| Suluada                | 36° 14′ N, 30° 28′ O |
| Tek                    | 36° 11′ N, 29° 55′ O |
| Topak (Karakol-Inseln) | 36° 10′ N, 29° 50′ O |
| Yılan                  | 36° 13′ N, 29° 21′ O |

### Mersin (Provinz)

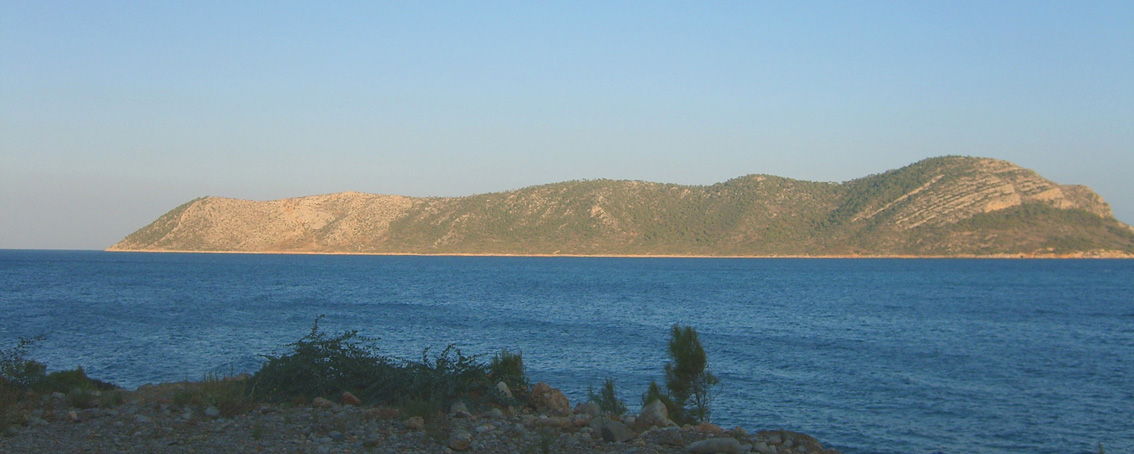
Dana Adası

| Insel      | Koordinaten          |
| ---------- | -------------------- |
| Dana Adası | 36° 11′ N, 33° 46′ O |

## Inseln in Binnengewässern

### Vansee(ProvinzVan)

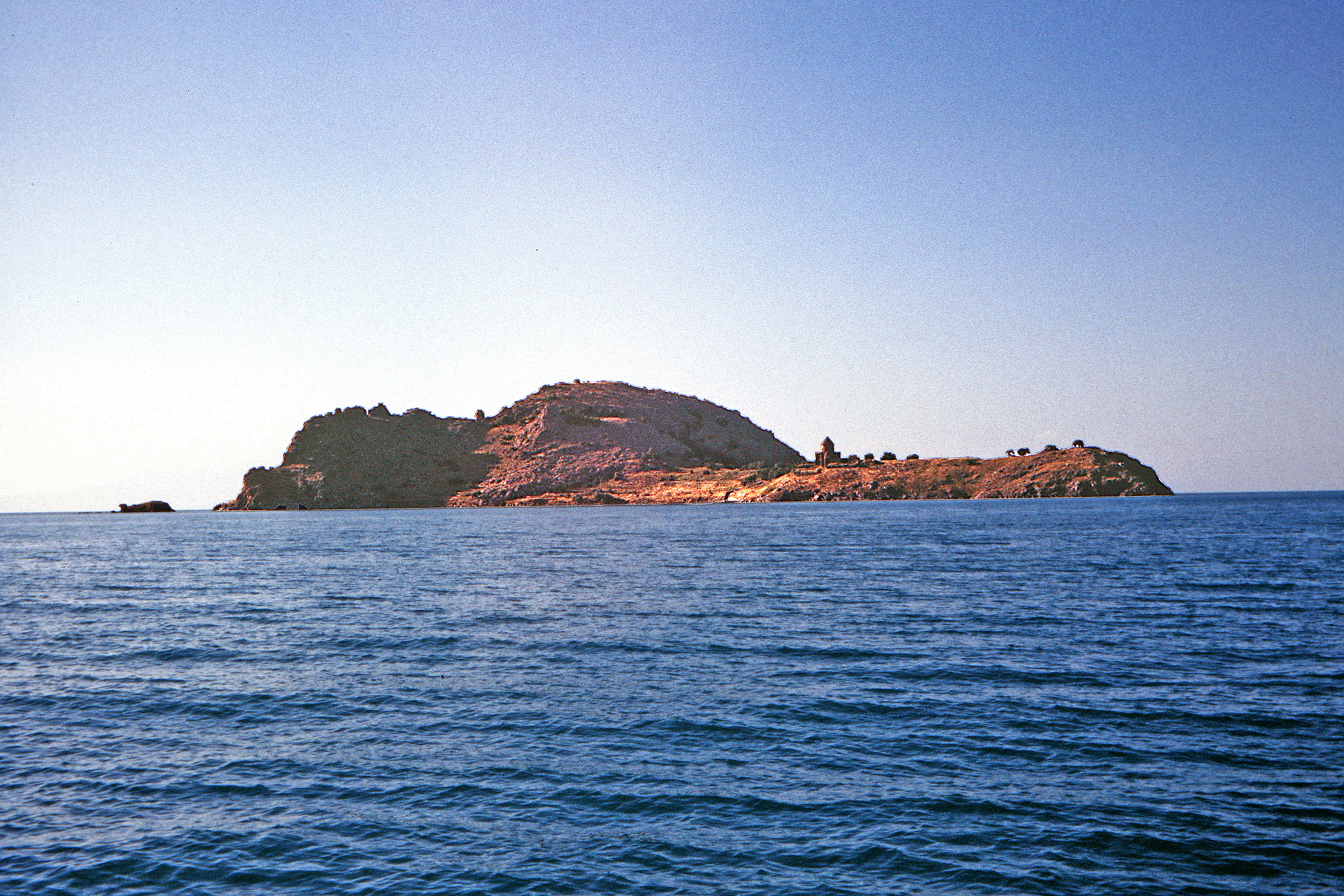
Akdamar

| Insel               | Koordinaten          |
| ------------------- | -------------------- |
| Adır Adası          | 38° 52′ N, 43° 21′ O |
| Akdamar             | 38° 21′ N, 43° 2′ O  |
| Çarpanak Adası      | 38° 36′ N, 43° 5′ O  |
| Kuş Adası ("Arter") | 38° 22′ N, 43° 0′ O  |

### Beyşehir-See(ProvinzenIspartaundKonya)
| Insel    | Koordinaten                   |
| -------- | ----------------------------- |
| Akburun  | 37° 47′ N, 31° 33′ O          |
| Aygır    | 37° 50′ N, 31° 27′ O          |
| Çeçen    | 37° 45′ N, 31° 38′ O          |
| Hacıâkif | 37° 37′ N, 31° 29′ O          |
| İğdeli   | 37° 49′ N, 31° 25′ O          |
| Külbent  | Koordinaten fehlen! Hilf mit. |
| Mada     | 37° 53′ N, 31° 22′ O          |
| Orta     | 37° 49′ N, 31° 27′ O          |
| Yılanlı  | Koordinaten fehlen! Hilf mit. |

### Uluabat Gölü(ProvinzBursa)
| Insel           | Koordinaten          |
| --------------- | -------------------- |
| Halilbey        | 40° 10′ N, 28° 35′ O |
| Mutlu           | 40° 10′ N, 28° 38′ O |
| Terzioğlu Adası | 40° 10′ N, 28° 39′ O |